# 界首市
界首市（かいしゅ-し）は、中華人民共和国安徽省阜陽市に位置する県級市。

## 行政区画
- 街道:東城街道、西城街道、潁南街道
- 鎮:光武鎮、泉陽鎮、芦村鎮、新馬集鎮、大黄鎮、田営鎮、陶廟鎮、王集鎮、磚集鎮、顧集鎮、代橋鎮、舒荘鎮
- 郷:邴集郷、靳寨郷、任寨郷